# Gymnich (Adelsgeschlecht)

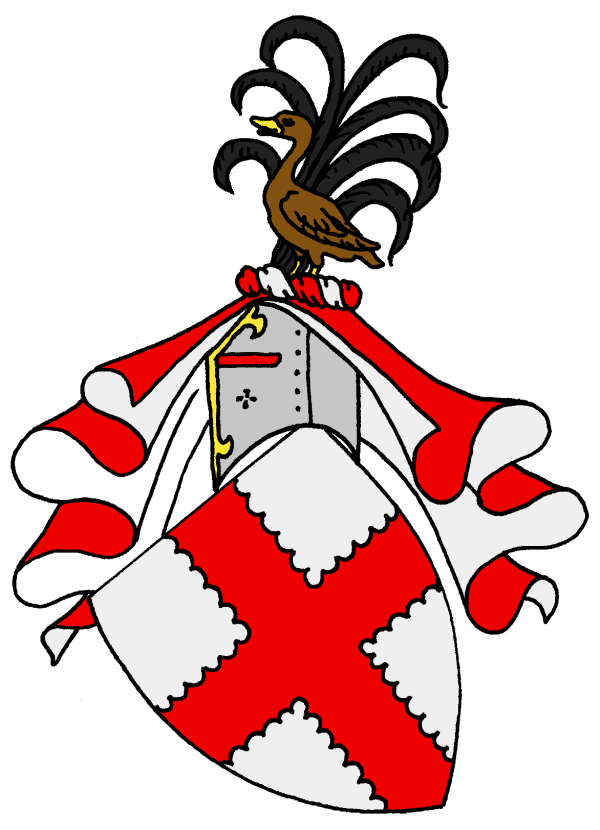
Stammwappen derer von Gymnich

Wappen der Beissel von Gymnich

Gymnich, auch Gymmnich oder Gimnich (Schreibweise auch G(y/i)m(m)(e)nich), ist der Name eines der ältesten rheinländischen Adelsgeschlechter. Die Familie, deren jüngere Linie Beissel von Gymnich (Schreibweise auch Be(i/y)(ss/ß)el) bis heute besteht, gehört ursprünglich zum niederrheinischen Uradel.
Die ehemalige Stammlinie von Gymnich ist seit 1825 erloschen. Die bis heute blühende, jüngere Linie Beissel von Gymnich spaltete sich bereits im Spätmittelalter von der älteren Linie ab und gehört damit zum ältesten Uradel im Rheinland.

## Name
Der Name von Gymnich zeigt die Herkunft der Familie von ihrem ehemaligen Stammsitz in Gymnich an. Deutungen, wonach der Name römischen Ursprunges sei und auf die Legio XIIII Gemina – eine zeitweise am Rhein stationierte römische Legion – zurückgehe, lassen sich nicht belegen.
Die Herkunft des von der jüngeren Linie geführten, vorangestellten Beinamens Beissel ist nicht geklärt. Der erste, für den dieser Beiname (anfangs als Genanntname geführt) belegt ist, war Wilhelm von Gymnich genannt Beissel im 14. Jahrhundert. Die Erklärung, wonach Wilhelm den Namen – nach dem Stemmeisen Beißel – angeblich durch besonders ehrenhafte Kampfesweise als kaiserlicher Oberst im Krieg gegen die Türken erworben habe, wird angezweifelt, da Wilhelm den Namen bereits in jungen Jahren als Knappe benutzte und da kein Kaiser zu dieser Zeit Krieg gegen die Türken führte. Eine Verwandtschaft der Beissel von Gymnich mit anderen rheinischen Edelleuten, die den Namen Beissel – teils vor Wilhelm – führten, ist unklar. So findet sich der Name Beisel im Rheinland unter anderem auch als Name eines Aachener Patriziergeschlechtes.

## Geschichte

### Herkunft

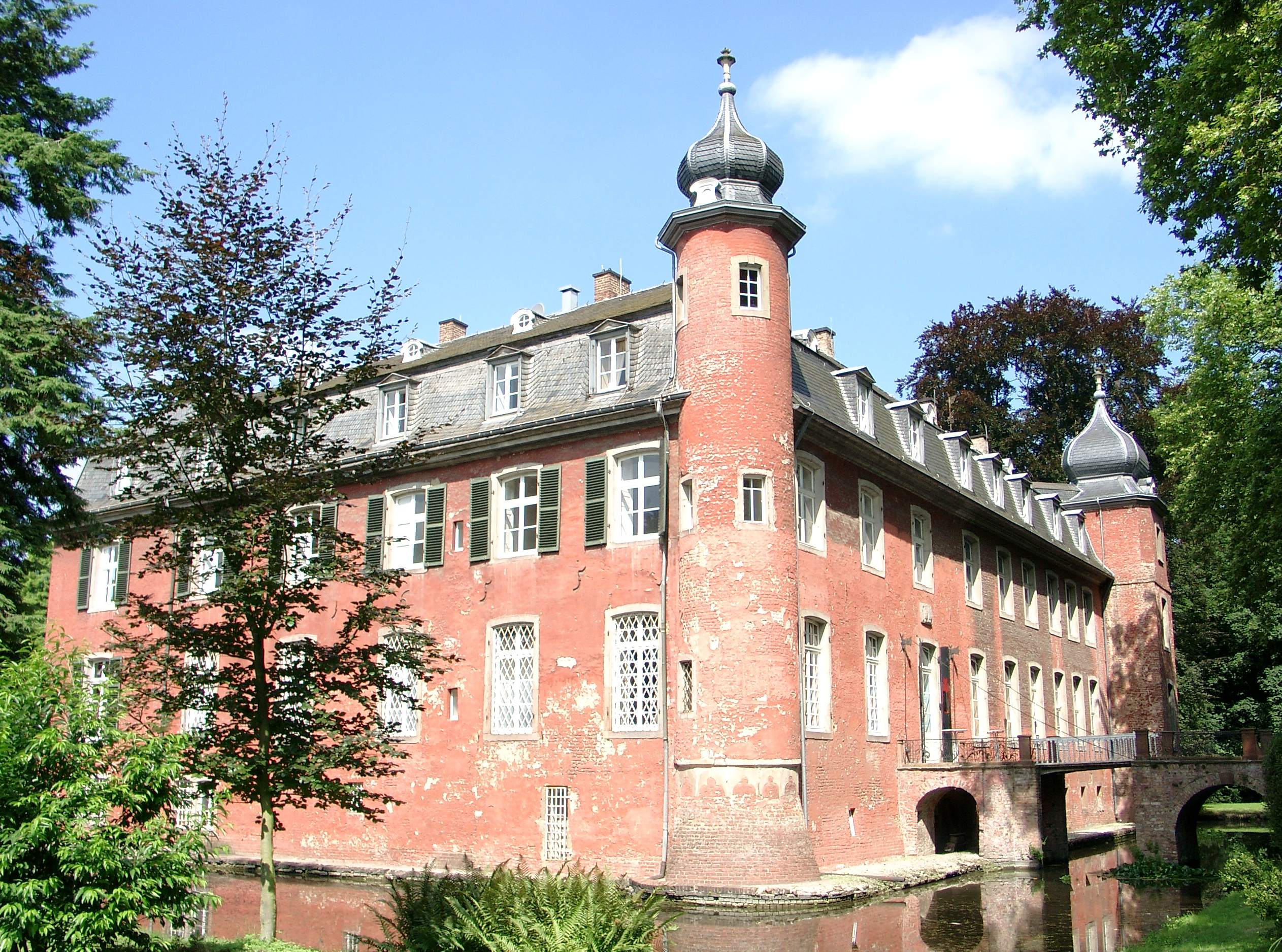
Schloss Gymnich, der ursprüngliche Stammsitz der Familie

Erstmals urkundlich erwähnt wird das Geschlecht von Gymnich in Gymnich im Jahre 1139, als sich das Kloster Siegburg mit Azelin von Gimnich, einem erzbischöflich kölnischen Ministerialen, der mit der Vogtei der Güter des Klosters belehnt war, einigte.  In einer zwischen 1168 und 1173 ausgestellten Urkunde bekundete Nikolaus, Abt des Klosters Siegburg, dass die Ansprüche Reinhards von Gymnich, Vormund der Kinder Azelins, auf den zur Abtei gehörenden Fronhof in Gymnich abgefunden wurden.
Gymnich mit dem gleichnamigen Stammhaus der Familie ist heute ein Stadtteil von Erftstadt im Rhein-Erft-Kreis in Nordrhein-Westfalen. Die Ortschaft erscheint erstmals 1121 (1120) als Gimnich urkundlich. Seit 1139 ist eine Grundherrschaft der Benediktinerabtei Siegburg in Gymnich bekannt. Das halbe Dorf Gymnich gehörte als Unterherrschaft des Kurfürstentum Kölns den Herren von Gymnich.
Eine erste Burg in Gymnich wurde 1354 von Heinrich I. von Gymnich als befestigtes Haus errichtet. Bereits 1399 ließ der Erzbischof Friedrich von Saarwerden die Burg abreißen, da Heinrichs Enkel Heinrich II., Lehnsmann des Kölner Erzbischofs, andere Lehnsleute des Erzbischofs gefangen hielt. Das 1419 genannte östlich der ersten Burg gelegene Haus Gymnich wurde später als Schloss erweitert und ausgebaut. Die Herren von Gymnich sahen zwar Schloss Gymnich als ihren Stammsitz an, bewohnten aber häufig ihre Stadtquartiere, so unter anderem den Gymnicher Hof in Köln am Neumarkt. 1825 erbten die Grafen von Wolff-Metternich das Schloss Gymnich.

### Ausbreitung und Linien
Im Jahre 1344 entstanden durch die Erbteilung der Kinder des verstorbenen Ritters Emund von Gymnich zwei Linien, eine ältere und eine jüngere. Von den Kindern erster Ehe, Heinrich und Wilhelm, die alle Güter zu Gymnich, zu Aachen, zu Are (Altenahr), zu Vischel, zu Holzweiler, Vettelhofen und weitere erhielten, stammt die ältere Linie ab, die sich von Gymnich nannte. Von Johann, Dietrich und Peter, die den Hof zu Sechtem, das Gut zu Dernau, die Vogtei in Kaldenborn, mehrere Weingärten und Hofstätten zu Altenahr, weitere Häuser und Höfe so wie Geldeinkünfte erhielten, stammt die jüngere Linie.
Die ältere Linie, deren Wappen in Silber ein rotes, den gesamten Schild überziehendes ausgekerbtes Kreuz zeigt, erlosch im 19. Jahrhundert. Die jüngere bis heute bestehende Linie der Beissel von Gymnich führt das gleiche Wappen, jedoch das Kreuz oben mit einem schwarzen Turnierkragen belegt.

#### Ältere Linie zu Gymnich
Die Stammreihe der älteren Linie beginnt mit dem Ritter Heinrich von Gymnich (1311–1366), der wie sein Vater Ritter Emund von Gymnich Amtmann zu Altenahr war. Von Erzbischof Engelbert von der Mark wurde er 1364 mit einem Burglehn zu Are (Burg Are), mit einem Burglehen zu Lechenich, mit dem Haus Vischel und dem Gericht sowie mit seinem Haus und Gütern zu Gymnich belehnt. Vom Abt der Abtei Siegburg hatte er die Vogtei mit der zur Vogtei gehörenden Mühle und das Haus Neuerburg zu Gymnich inne.
Heinrichs Nachkommen und Nachfolger Johann I. von Gymnich († vor 1390), Heinrich II. von Gymnich († um 1408) und Johann II. von Gymnich zu Gymnich († vor 1467) blieben im Besitz der Lehen, die Heinrich I. von Gymnich innegehabt hatte. 1401 wird Dietrich von Gymnich auf dem „Haus zu Wentzbergh“ (Wensburg) erwähnt. Johann II. von Gymnich beging 1448 die Grenzen seines Gerichtsbezirkes in Gymnich und ließ nach der Befragung der Einwohner über seine Rechte diese notariell bestätigen. Im Jahre 1467 wurde das Erbe unter den Söhnen Johanns II. geteilt. Mit Zustimmung des erbenlosen Johann III. von Gymnich, der seine Anteile seinen Brüdern übertragen hatte, erhielt Arnold von Gymnich Haus und Herrlichkeit Gymnich mit allem Zubehör, Salentin von Gymnich die Herrschaft Vischel. Arnolds Besitz wurde durch die Heirat mit Margarethe von Buschfeld im Jahre 1477, die das adelige das Haus in Rheindorf, den Rittersitz in Dirmerzheim, die Höfe zu Spurk (Liblar), zu Pingsheim und zu Konradsheim in die Ehe brachte, erheblich vergrößert. Arnolds Erbe Adolf (Alf), Herr zu Gymnich, Amtmann zu Lechenich und zu Kempen, erhielt von Salentins Sohn Johann von Gymnich zu Vischel die Herrschaft Vischel, die nach Adolfs Tod an seinen Sohn Hermann fiel. Der älteste Sohn Werner, Herr zu Gymnich, († 1582) war Hofmarschall des Herzogs von Jülich.

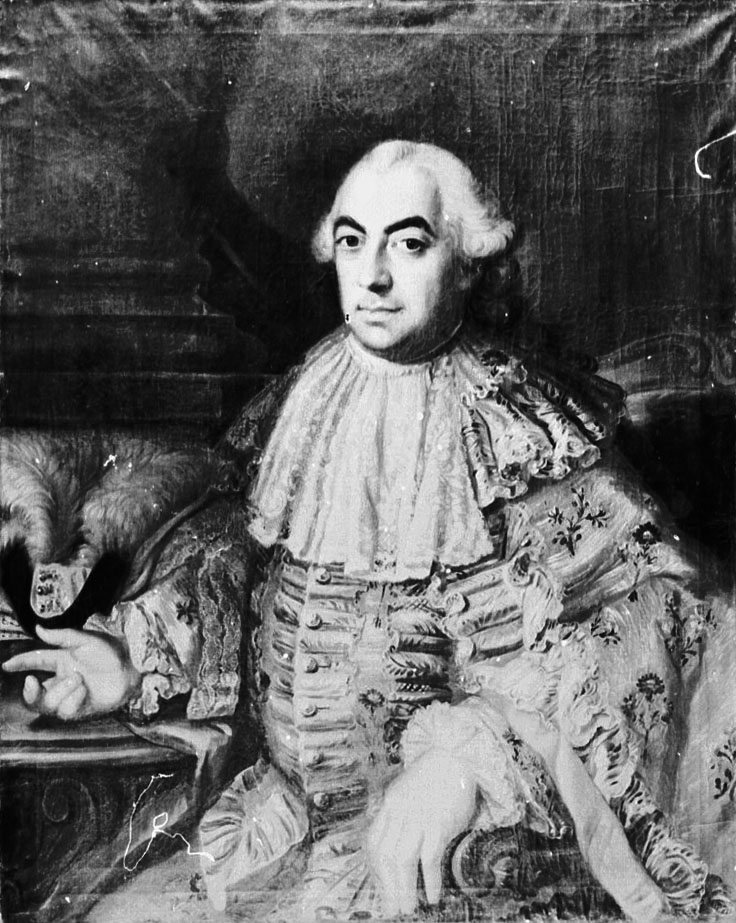
Karl Otto Ludwig Theodat von und zu Gymnich
(* 1715; † 1785), Hofratspräsident zu Bonn

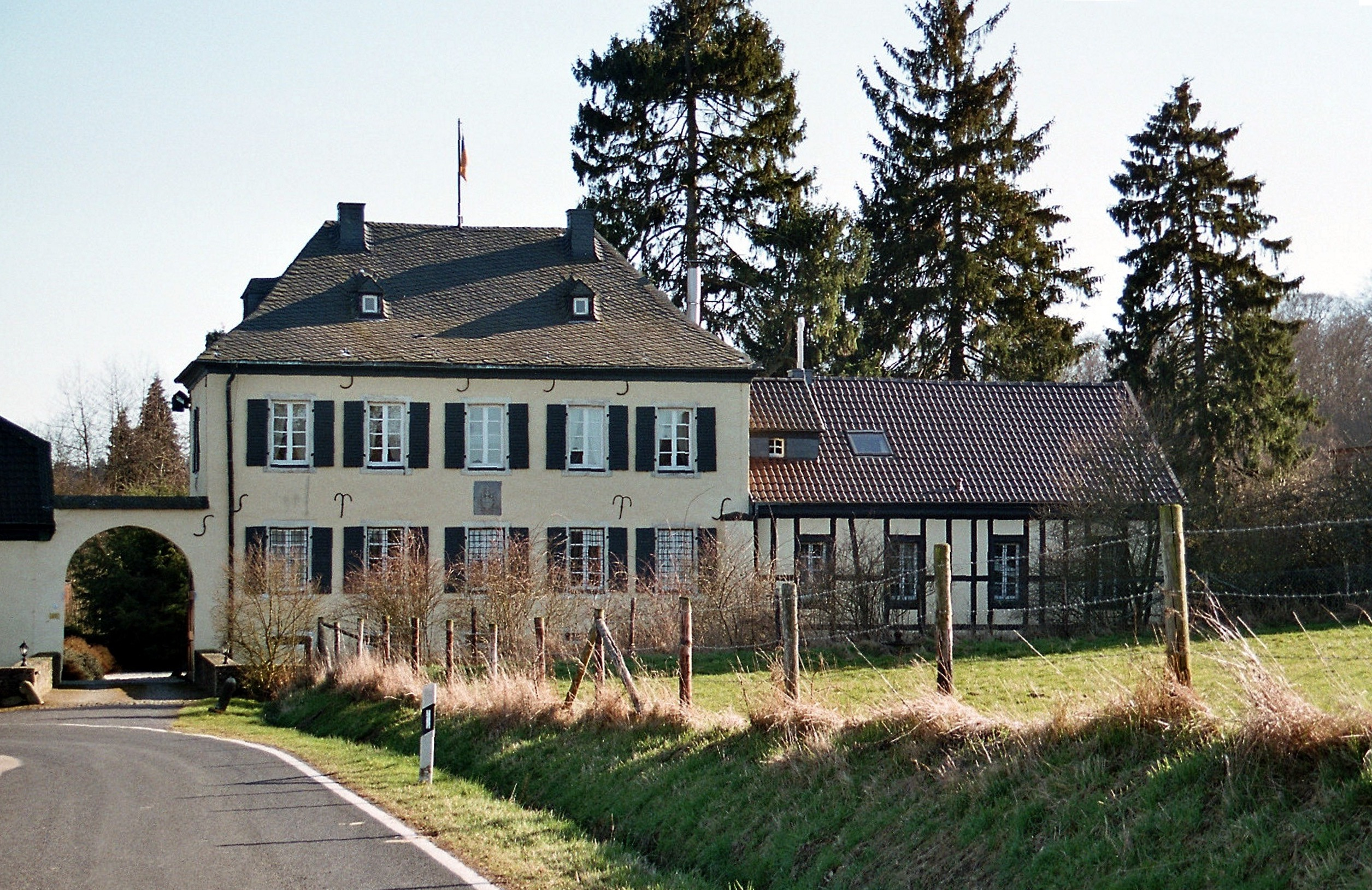
Haus Vischel

Die folgenden Generationen der Herren von Gymnich zu Gymnich standen in Diensten der Kölner Kurfürsten am kurfürstlichen Hof in Bonn. Werners Sohn Adolf, Herr zu Gymnich († 1613), Amtmann zu Brauweiler, der in den Freiherrenstand erhobene Adolf, Herr zu Gymnich († 1656), Amtmann zu Brühl und kurkölnischer Hofmarschall, Johann Adolf Ferdinand Freiherr von Gymnich zu Gymnich († 1711), kurfürstlicher Rat, Silberkämmerer und adeliger Hofrat, Maximilian Heinrich Freiherr von Gymnich zu Gymnich (* 1684; † 1727), kurfürstlicher Rat, Silberkämmerer und adeliger Hofrat und Karl Otto Theodat Freiherr von Gymnich zu Gymnich, Hofratspräsident und kurkölnischer Staatsminister. Nach dem Tod seines Sohnes Clemens August von und zu Gymnich, kurkölnischer Kammerherr und kurfürstlich mainzischer Militärgouverneur von Stadt und Festung Mainz, im Jahre 1806 erlosch die ältere Linie zu Gymnich im Mannesstamm und 1825, mit dem Tod seiner Tochter Johanna Maria Magdalena Felicitas von Gymnich, Stiftsdame zu Neuss, starb die Linie vollständig aus und der Familienbesitz ging an ihren noch unmündigen Neffen Max Felix Reichsgraf Wolff-Metternich, wobei die Geschäft bis zu dessen Volljährigkeit in der Hand seines Vaters Max Werner Reichsgraf Wolff-Metternich lagen.

##### Familienzweig zu Vischel
Haus und Herrschaft Vischel blieben für mehrere Generationen bei den Nachkommen Hermanns von Gymnich zu Vischel. Auf Hermanns Sohn Johann von Gymnich zu Vischel folgte dessen Sohn Johann Otto von Gymnich, Herr zu Vischel, Neurath und Wald, kurtrierer Rat und Amtmann zu Münstereifel. Er war verheiratet mit Amalia Kratz von Scharfenstein. Der Trierer bzw. Mainzer Domherr Johann Wilhelm von Gymnich († 1682) war einer ihrer Söhne. Johann Ottos Enkelsohn Johann Otto Ludwig von Gymnich, Herr zu Vischel, Neurath, Wald und Laurenzberg, wurde kurpfälzischer Geheimrat und Hofmarschall. Er heiratete eine Freiin Raitz von Frentz. Er starb im September 1719, ohne Nachkommenschaft zu hinterlassen. Sein Bruder Carl Casper Wilhelm von Gymnich war Domherr zu Mainz und 1690 zu Trier. Er vererbte 1730 die Herrschaft Vischel und 1737 als Schenkung unter Lebenden Burg Satzvey und mit Einwilligung des Herzogs von Jülich die im Herzogtum Jülich gelegenen gymnichschen Stammgüter und Stockgüter, darunter den Rittersitz Nörvenich, seinem Vetter Karl Otto Ludwig Theodat von und zu Gymnich.

#### Jüngere Linie Beissel von Gymnich

##### Linie zu Bornheim
Die Stammreihe der jüngeren Linie beginnt wie die der älteren mit Emund von Gymnich.
Peter von Gymnich, Erbe zu Sechtem und Dernau, war verheiratet mit Elise von Bornheim, Tochter Ludolfs von Bornheim. Durch sie kam die Vogtei und Herrlichkeit Bornheim an Peter von Gymnich, der 1351 Vogt zu Bornheim war.
Nachfolger als Vogt zu Bornheim wurde Peters Sohn Emund von Gymnich. Nach dem Tod seines Bruders Emund wurde Wilhelm Beissel von Gymnich 1382 mit der Vogtei belehnt, Wilhelm von Gymnich führte als erster Angehöriger den Namen Beissel von Gymnich. Arnold Robens erwähnt, dass der Knappe Wilhelm von Gymnich den Namen Beissel wegen seiner Kriegstaten erworben hat. Wilhelms Sohn Emund erhielt die Vogtei 1429. Nachfolger als Vogt und Herr zu Bornheim war 1455 Edmunds Sohn Ulrich Beissel von Gymnich. Elise, die Tochter Ulrichs und Annas von Orly zu Beffort, wurde Erbin der Vogtei und Herrlichkeit Bornheim. Durch Elises Ehe mit Gerhard Scheiffart von Merode im Jahre 1462 kam die Herrlichkeit Bornheim an die Familie Scheiffart von Merode.

##### Linie zu Friesheim
Der nur über drei Generationen bestehende Zweig der Familie in Friesheim erlangte keine große Bedeutung.
Der Erste war Johann Beissel von Gymnich, der 1463 vom Dompropst Salentin von Isenburg mit einem Gut in Friesheim belehnt wurde.  Im Jahre 1466 veräußerte er das von den Erben Braun erhaltene Gut, die Vorgängerin der Burg Redinghoven, an Heinrich von Meller. 1470 verkaufte er mit seiner Ehefrau Gertrud die Mühle zu Friesheim an ihre Verwandten Daem Beissel von Gymnich zu Busch, den Enkel Wilhelms des Jüngeren zu Bornheim, und seine Ehefrau Christina von Eyl. 1476 betätigte er sich als Geldverleiher an Balduin von Berge, der sich verpflichtete, die geliehene Summe zum 1. Oktober 1477 zurückzuzahlen.
1486 wurde er vom Kölner Dompropst Georg von Sayn-Wittgenstein mit dem Beisselsgut, bestehend aus der Hove im Dorf Friesheim, der Vorgängerin der um 1830 niedergelegten Wymarsburg, und der zum Gut gehörenden Hove im Feld (heute Hoverhof bei Friesheim) mit Ölmühle und Ländereien belehnt.
Im Jahre 1532 belehnte Dompropst Georg Herzog von Braunschweig und Lüneburg Heinrich Beissel von Gymnich mit den Gütern zu Friesheim, doch schon 1537 war Heinrich Beissel wegen hoher Verschuldung gezwungen, das Beisselsgut mit allem Zubehör und allen Rechten, wie er es von seinem Vater Werner Beissel, seinem Großvater Johann Beissel und seinen Voreltern geerbt hatte, zu verkaufen.

##### Linie zu Schmidtheim

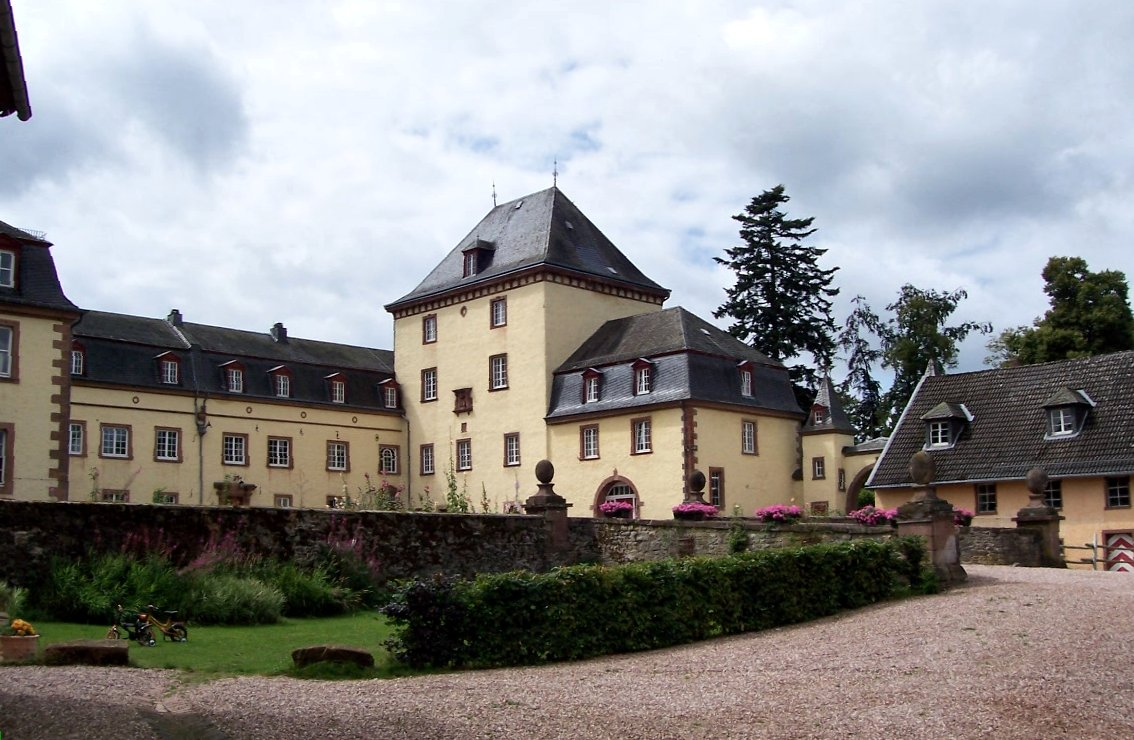
Schloss Schmidtheim

Dietrich Beissel von Gymnich, der Sohn Wilhelm Beissels von Gymnich erwarb Haus Busch, das im Besitz seines Sohnes Daem Beissel von Gymnich blieb. Daem Beissel von Gymnich der Jüngere heiratete 1511 Eva von Schmidtheim, die Erbin von Schmidtheim. Durch die Heirat gelangte das Gut an die Familie Beissel von Gymnich. Reinhard Beissel von Gymnich der Ältere, Amtmann zu Kronenburg und Kerpen (Eifel) setzte den von seinem Vater begonnenen Erzbergbau und die Eisenverhüttung fort. Durch den Pachtvertrag für 50 Jahre mit Graf Dietrich von Manderscheid und Blankenheim über die Verhüttung von Eisenerz und der Zusicherung, keine weiteren Konzessionen zu erteilen, hatte Reinhard eine Monopolstellung für die Eisenverarbeitung in der Region, das auch seinem Sohn Reinhard Beissel dem Jüngern und seinem Enkel Bertram Beissel großen Gewinn brachte.
Friedrich Wilhelm Freiherr Beissel von Gymnich Herr zu Schmidtheim (1642–1713) wurde in den Freiherrenstand erhoben. Sein Sohn, Damians Nachkomme in der 5. Generation, war Georg Anton Dominicus Beissel von Gymnich, Herr zu Schmidtheim, kurtrierer Geheimrat und Amtmann zu Prüm. Er heiratete 1722 Anna Maria Franzisca Freiin Raitz von Frentz, die Erbin zu Frentz, Quadrath, Ichendorf, Kenten und Kendenich. Ihr gemeinsamer Sohn Franz Hugo Beissel von Gymnich, Herr zu Schmidtheim und Frentz, wurde ebenfalls kurtrierer Geheimrat und Amtmann zu Prüm. Aus seiner Ehe mit Maria Anna von Warsberg-Blens stammte Franz Beissel von Gymnich, Herr zu Schmidtheim, Boulay, Quadrath, Kenten, Ichendorf, Frentz, Blens und Kendenich und von 1816 bis 1837 Landrat des Kreises Bergheim (Erft). Er erhielt 1816 den preußischen Grafenstand.
Franz Ludwig Graf Beissel von Gymnich war zweimal verheiratet. In erster Ehe war er dies mit Johanna Freiin von Freiberg-Hofferau und in zweiter Ehe mit Magdalena Freiin von Ritter. Aus erster Ehe kam Hugo Graf Beissel von Gymnich (* 1798; † 1863), königlich preußischer Kammerherr, Mitglied des Preußischen Herrenhauses und Herr der Fideikommissgüter Blens, Schmidtheim etc. Er heiratete 1829 Theresa Freiin von Fürstenberg-Neheim (* 1800; † 1850) und in zweiter Ehe 1850 Maria Franzisca Gräfin Borggraf d’Altena. Von seinen Geschwistern aus erster Ehe wurde Richard Graf Beissel von Gymnich (* 1802; † 1879) königlich preußischer Kammerherr und Landrat im Landkreis Schleiden. Er heiratete 1831 Camilla Gräfin von Renesse-Breidbach. Von seinen drei Halbbrüdern aus der zweiten Ehe seines Vaters war Friedrich Graf Beissel von Gymnich (* 1812) königlich preußischer Hauptmann in der 3. Pionierabteilung und später Kommandeur der 7. Pionierabteilung. Er heiratete 1846 Charlotte Freiin Groß von Trockau, und dessen Bruder Anton Graf Beissel von Gymnich (* 1813) wurde königlich preußischer Rittmeister. Der älteste der Brüder Friedrich Graf Beissel von Gymnich (* 1811) hinterließ Sohn Franz Ludwig und die Zwillinge Otto und Auguste. Sohn Otto Graf Beissel von Gymnich (* 1851; † 1931) wurde Landrat, Polizeipräsident des Kreises Koblenz und Mitglied des Preußischen Herrenhauses. Noch zu seinen Lebzeiten teilte er das umfangreiche Erbe unter seinen fünf Söhnen. Graf Karl (1879–1942) erhielt Schmidtheim mit den umliegenden Gutshöfen und setzte die Linie der Grafen Beissel von Gymnich zu Schmidtheim fort.

##### Linie zu Frens

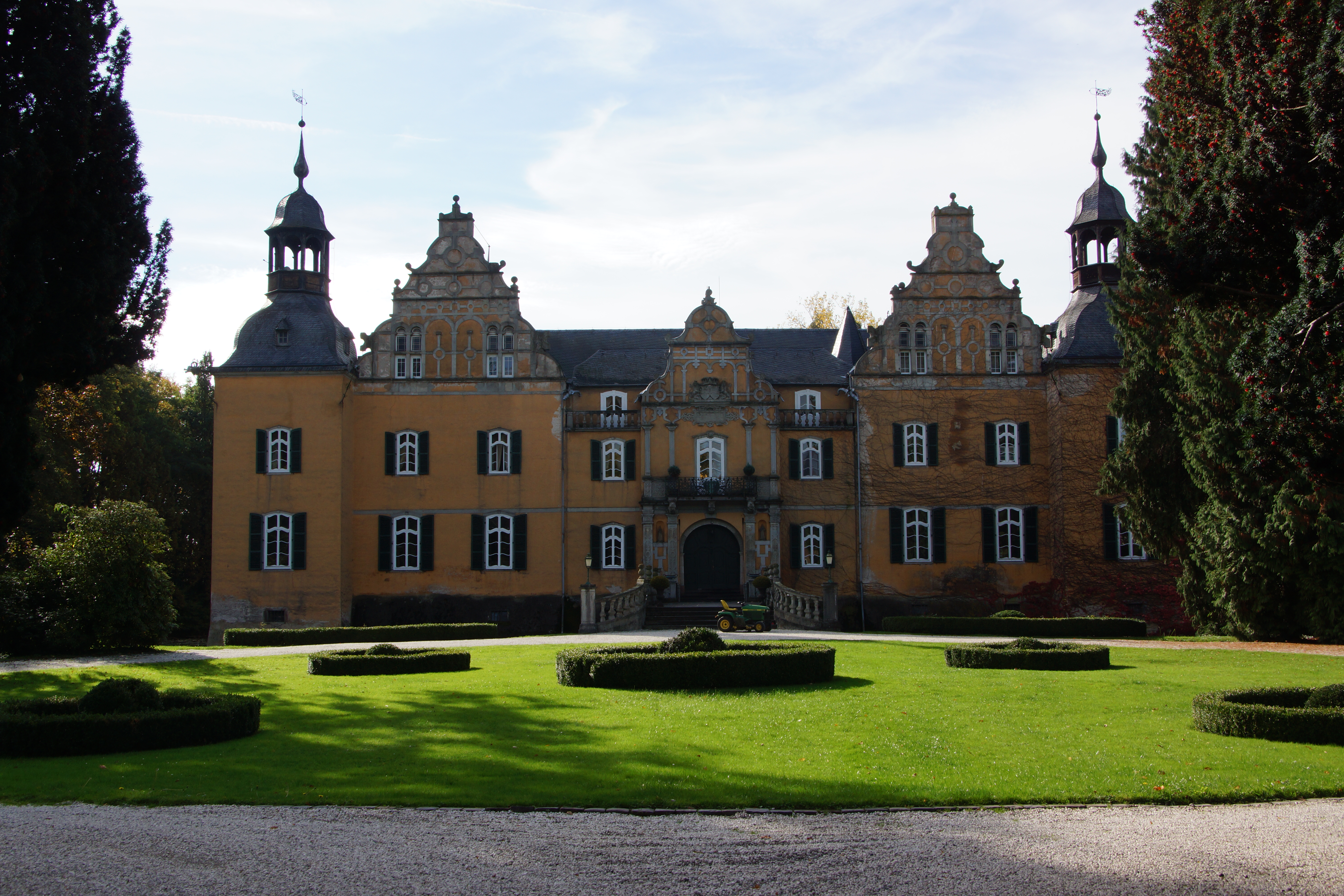
Schloss Frens

Die Linie zu Frens bestand nur wenige Generationen, obwohl die Beissels zu Schmidtheim seit 1722 Besitzer von Schloss Frens waren. Erst der zum Landrat des Kreises Bergheim (Erft) ernannte Franz Ludwig Carl Anton Graf Beissel von Gymnich hatte von 1816 bis 1837 seinen Wohn- und Amtssitz auf Schloss Frens. Gleichzeitig war er Schlossherr des Stammschlosses Schmidtheim. Sein Sohn Franz Hugo Graf Beissel von Gymnich war 1861 Schlossherr zu Frens. Er starb wie sein Bruder Richard, Landrat des Kreises Gemünd, kinderlos. Der Familienbesitz fiel an den Sohn Franz Ludwigs aus zweiter Ehe, Friedrich Hubert Graf Beissel zu Gymnich (1812–1882). Dessen Sohn Otto Graf Beissel von Gymnich zu Schmidtheim und zu Frens (1851–1931) war von 1891 bis 1919 Landrat des Kreises Bergheim und wohnte auf Schloss Frens. Bei der Teilung seines Besitzes erhielt Graf Otto das Gut Boisdorf, Graf Klemens das Gut Schneppenheim, Graf Eugen das Gut Friesenrath. Franz Karl Graf Beissel von Gymnich erhielt das Schloss Frens, das zu seinem Stammsitz wurde. Infolge Heirat von Olga Gräfin Beissel von Gymnich zu Frens mit Lupold Baron von Abercron kam das Schloss in den Besitz der Herren von Abercron.

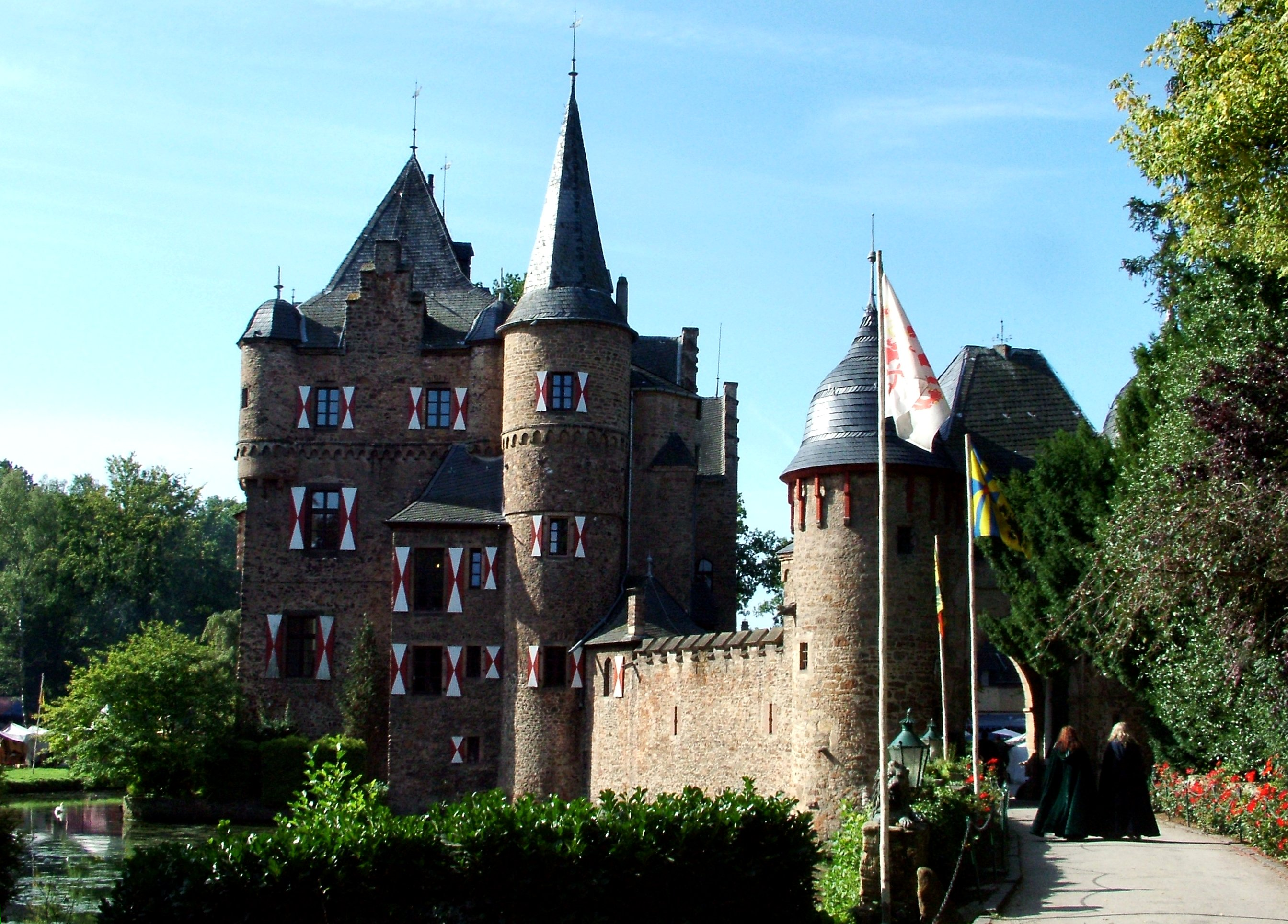
Burg Satzvey

##### Familienzweig zu Satzvey
Ein Sohn des Clemens Graf Beissel von Gymnich zu Frens (1889–1952), Franz Josef Graf Beissel von Gymnich zu Frens (1916–2008), heiratete 1944 Adeline Reichsgräfin Wolff Metternich zur Gracht (1919–2010), die Erbin von Burg Satzvey. Durch diese Heirat kam die Burg an die Grafen Beissel von Gymnich.

### Standeserhebungen
In beiden Zweigen der Familie gab es Standeserhebungen.
In der älteren Linie wurden Adolf von Gymnich zu Gymnich, sein Bruder Werner und ihre ehelichen Nachkommen am 21. Januar 1642 in Wien von Kaiser Ferdinand III. in den Freiherrenstand erhoben.
In der jüngeren Linie war Friedrich Wilhelm Beissel von Gymnich zu Schmidtheim der erste Freiherr.
Franz Ludwig Beissel von Gymnich auf Frens, königlich preußischer Landrat des Kreises Bergheim (Erft), wurde am 17. Januar 1816 zu Berlin in den preußischen Grafenstand erhoben.

## Güter
Im Laufe der Generationen waren die (Beissel) von Gymnich Herren über verschiedene Herrschaften und Häuser, darunter einige landtagsfähige Rittergüter, teils als Fideikommiss-, teils als Stockgüter.

### Ältere Linie (von Gymnich)

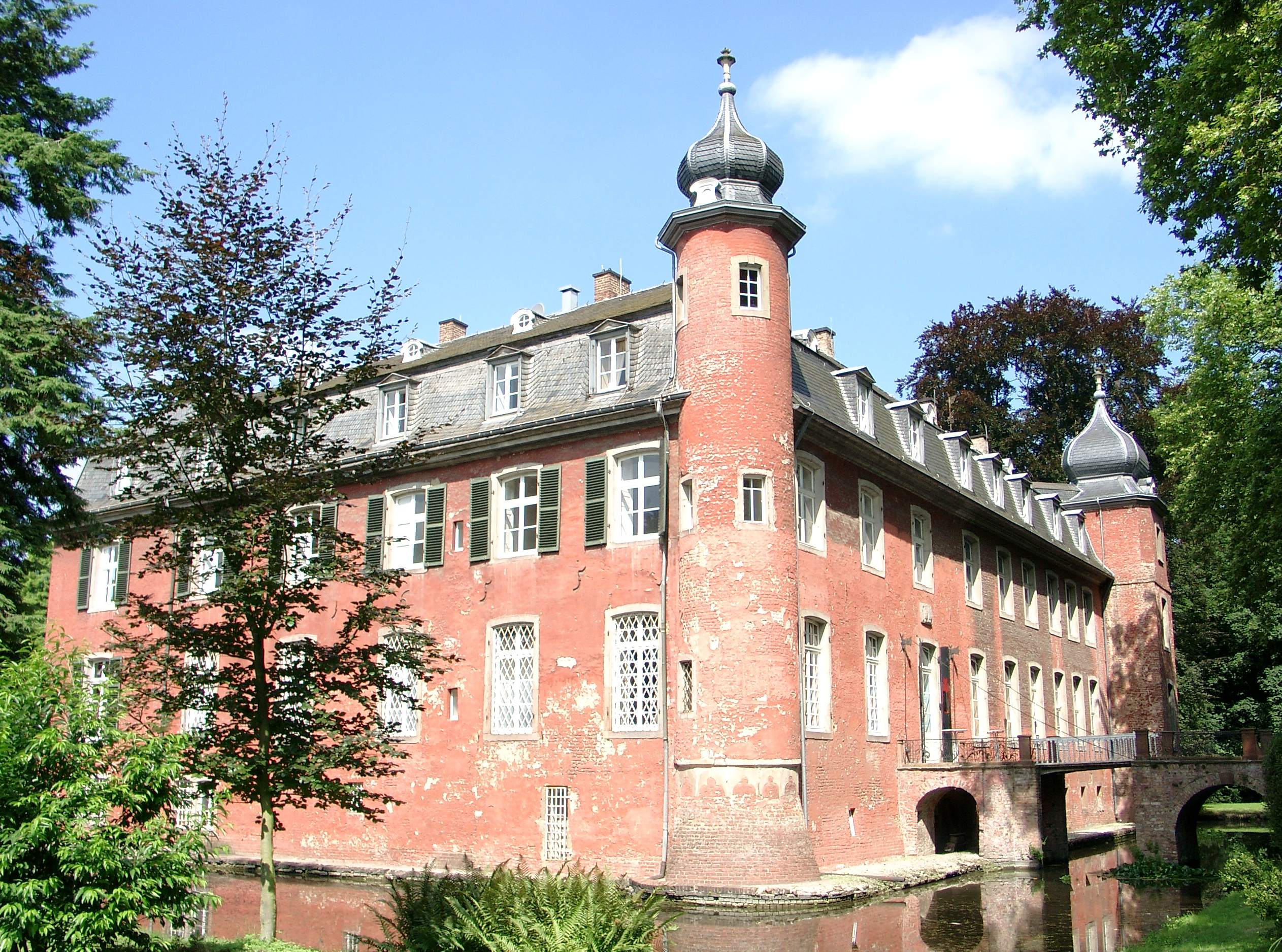
Schloss Gymnich
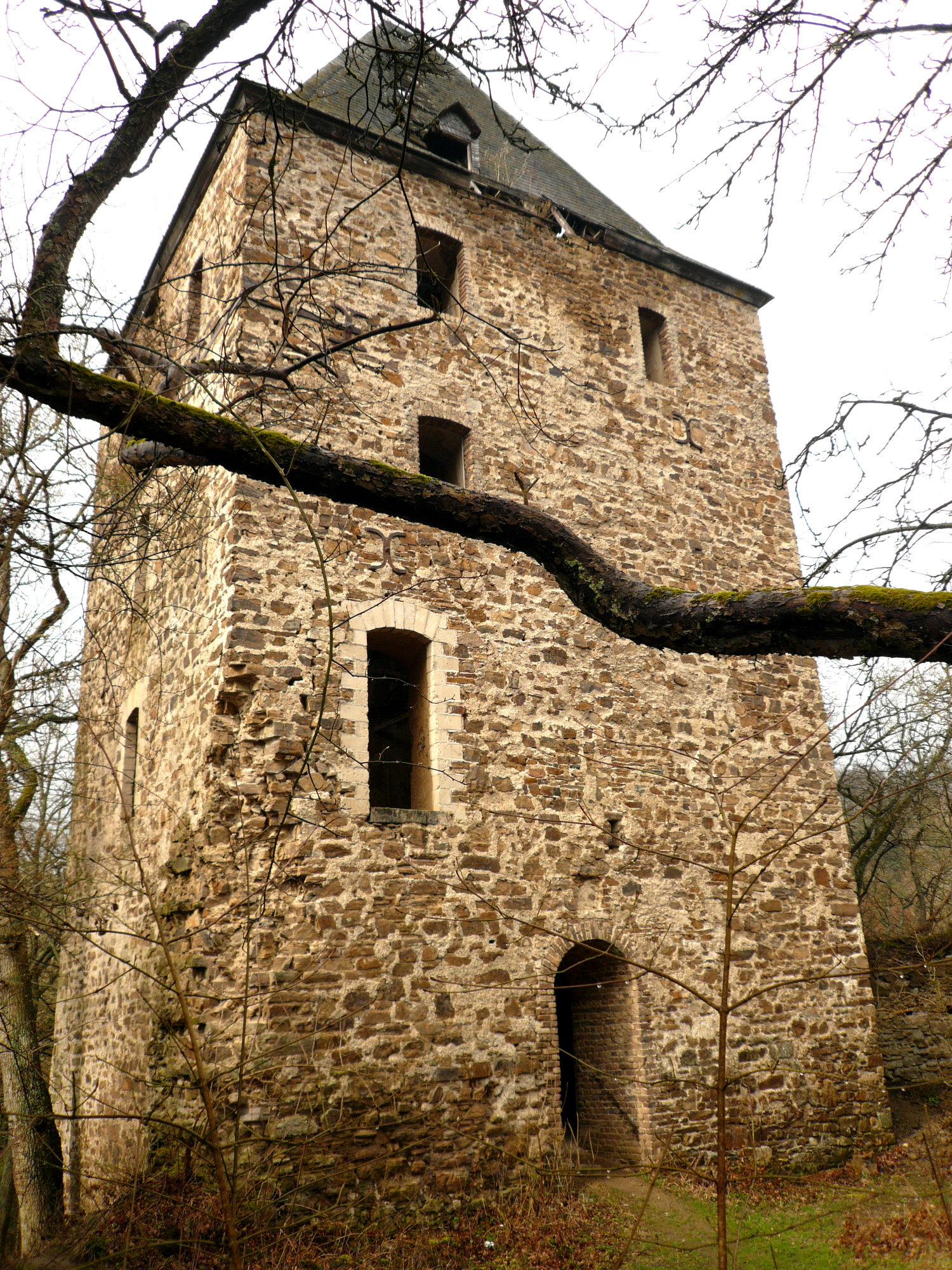
Burg Wensberg
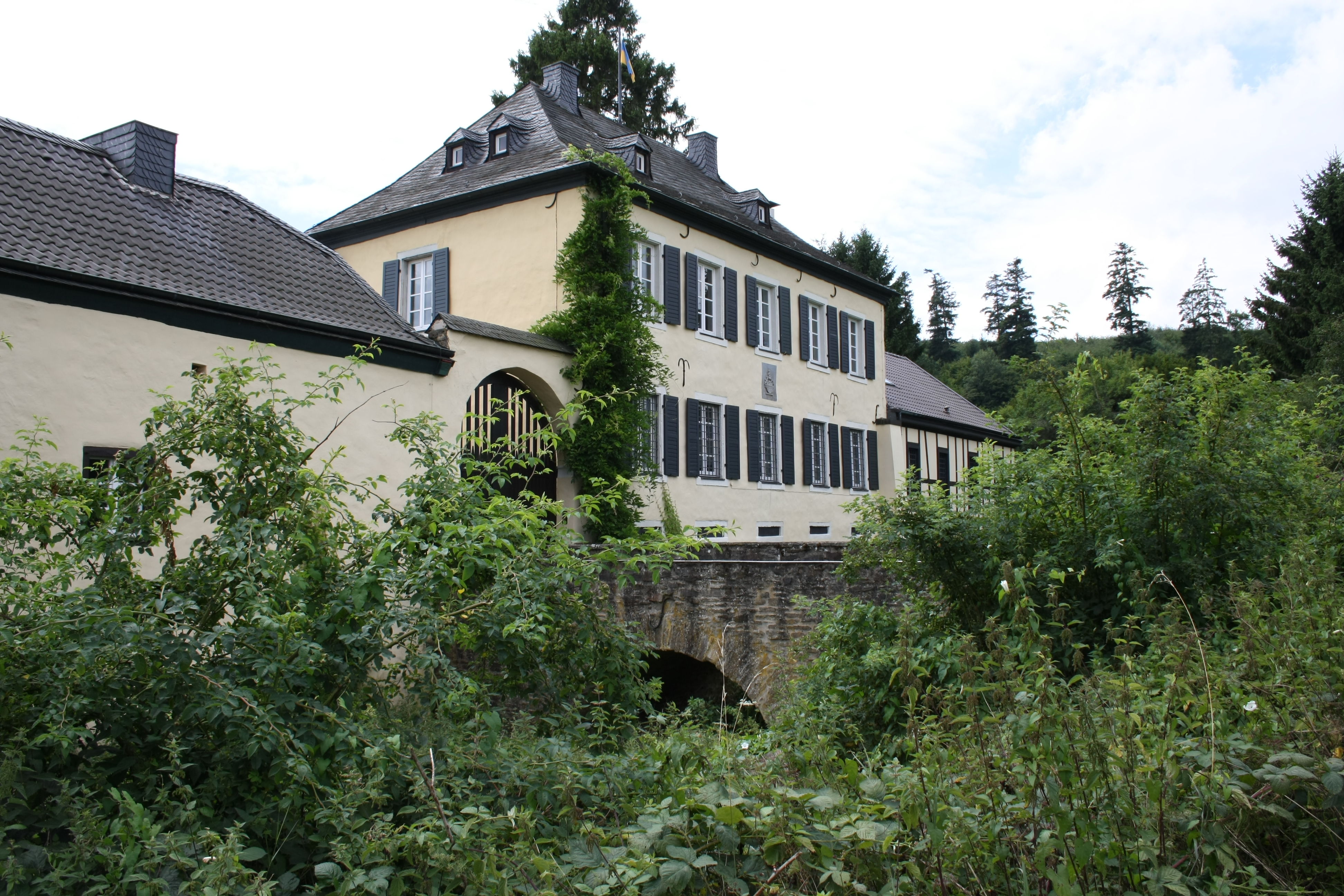
Schloss Vischel
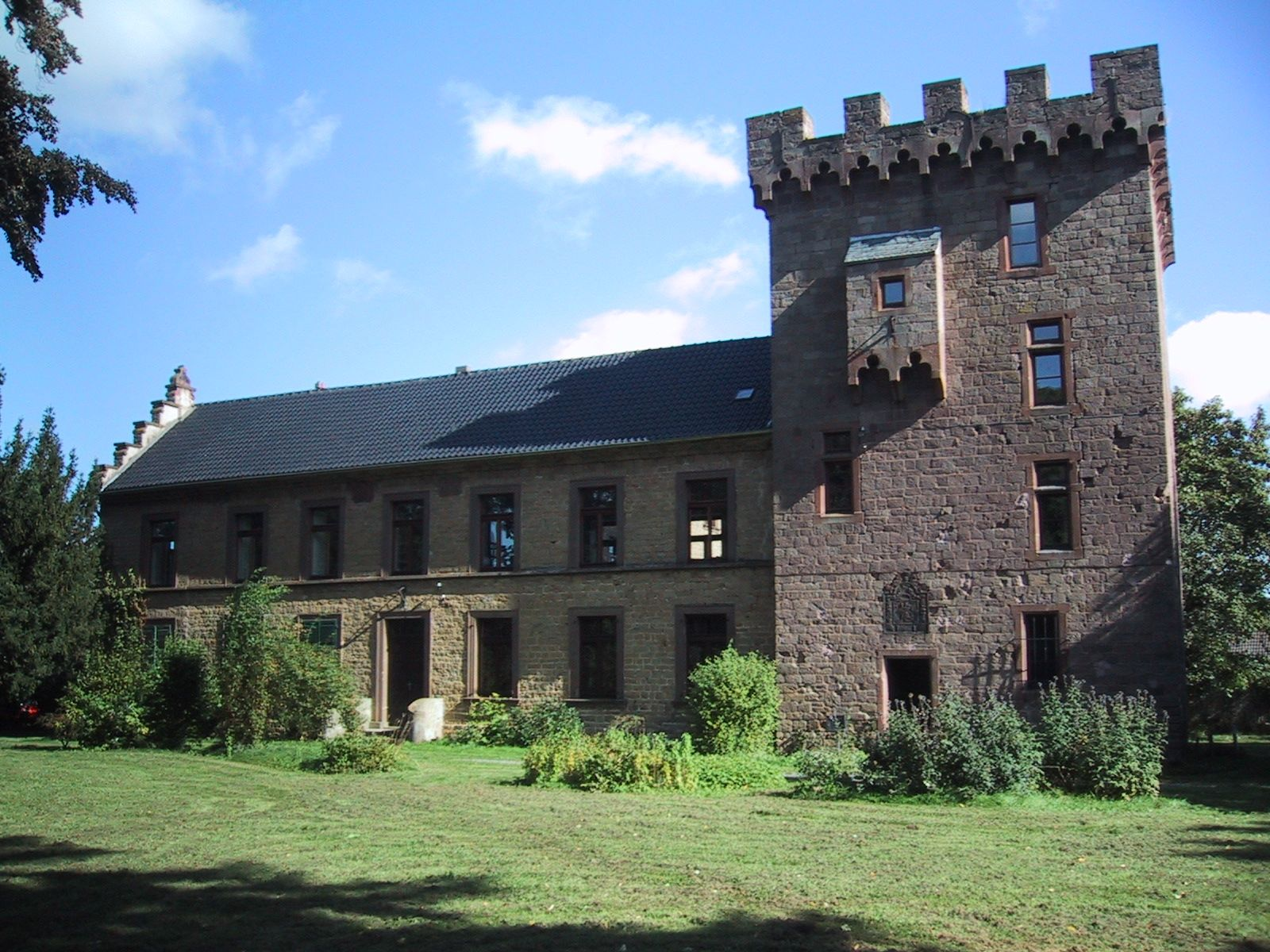
Burg Vlatten (Oberburg)
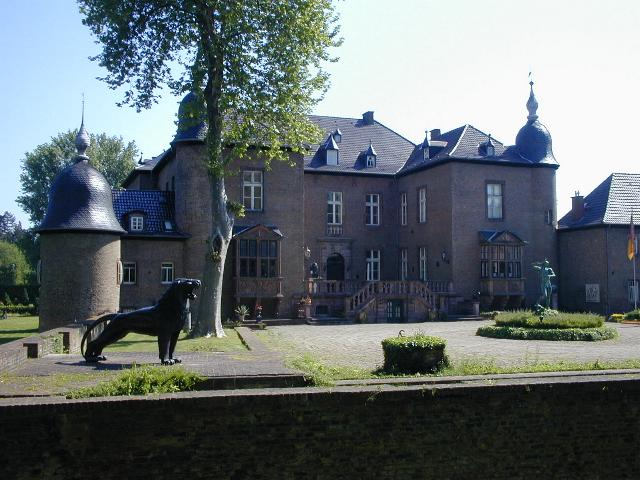
Schloss Nörvenich

- Herrschaft Gymnich, ehemaliger Stammsitz, mit Schloss Gymnich, 1354 von Heinrich I. von Gymnich erbaut[33]
- Burg Kerpen, im 13. Jahrhundert im Besitz der Familie[4]
- Dirmerzheimer Burg, kam 1477 als Mitgift durch die Heirat von Arnold von Gymnich unter die Herrschaft der von Gymnich, 1699 verkauft
- Burg Wensberg, im 15. Jahrhundert im Besitz der von Gymnich
- Mörmter bei Moers
- Lienden-Lede bei Wijchen in Gelderland
- Burg Are, im 14. und 16. Jahrhundert zeitweise als Pfand unter der Herrschaft der älteren Linie
- Schloss Vischel, kam von den Grafen von Are an die von Gymnich[34][35]
- Burg Vlatten, eine Hälfte der Oberburg war von der ersten Hälfte des 16. Jahrhunderts bis 1705 unter der Herrschaft der Familie, ab 1605 auch die Unterburg
- Burg Kettenheim
- Schloss Nörvenich (auch Gymnicher Burg), fiel Ende des 16. Jahrhunderts durch Heirat an den Freiherrn Johann Otto von Gymnich.
- Herrschaft Neurath, kam 1630 von den Herren von Merode in die Hände der Freiherren von Gymnich zu Vischel
- Burg Laurenzberg, im 17. Jahrhundert zu 2/4 unter der Herrschaft der Familie
- Burg Satzvey, gelangte 1747 durch Verkauf an Karl Otto von Gymnich, fiel mit Ende der Linie 1882 zunächst an die Grafen Wolff-Metternich, gelangte 1944 durch Heirat zurück in den Besitz der jüngeren Linie Beissel (siehe unten).

Alle Besitztümer der Stammlinie, die nicht bereits zuvor verkauft oder vererbt wurden, darunter die Güter Gymnich, Vischel, Nörvenich und Satzvey, gingen mit dem Erlöschen der Stammlinie über an das Geschlecht Wolff-Metternich.

#### Luxemburger Nebenlinie
- Burg Dudelingen, um 1400 zerstört[36]
- Burg Johannisberg bei Dudelingen, Anfang des 15. Jahrhunderts von der Linie von Gymnich zu Dudelingen erbaut, Mitte des 16. Jahrhunderts im Krieg zerstört[36]
- Berburg bei Manternach (Luxemburg)
- Moestroff

### Jüngere Linie (Beissel von Gymnich)

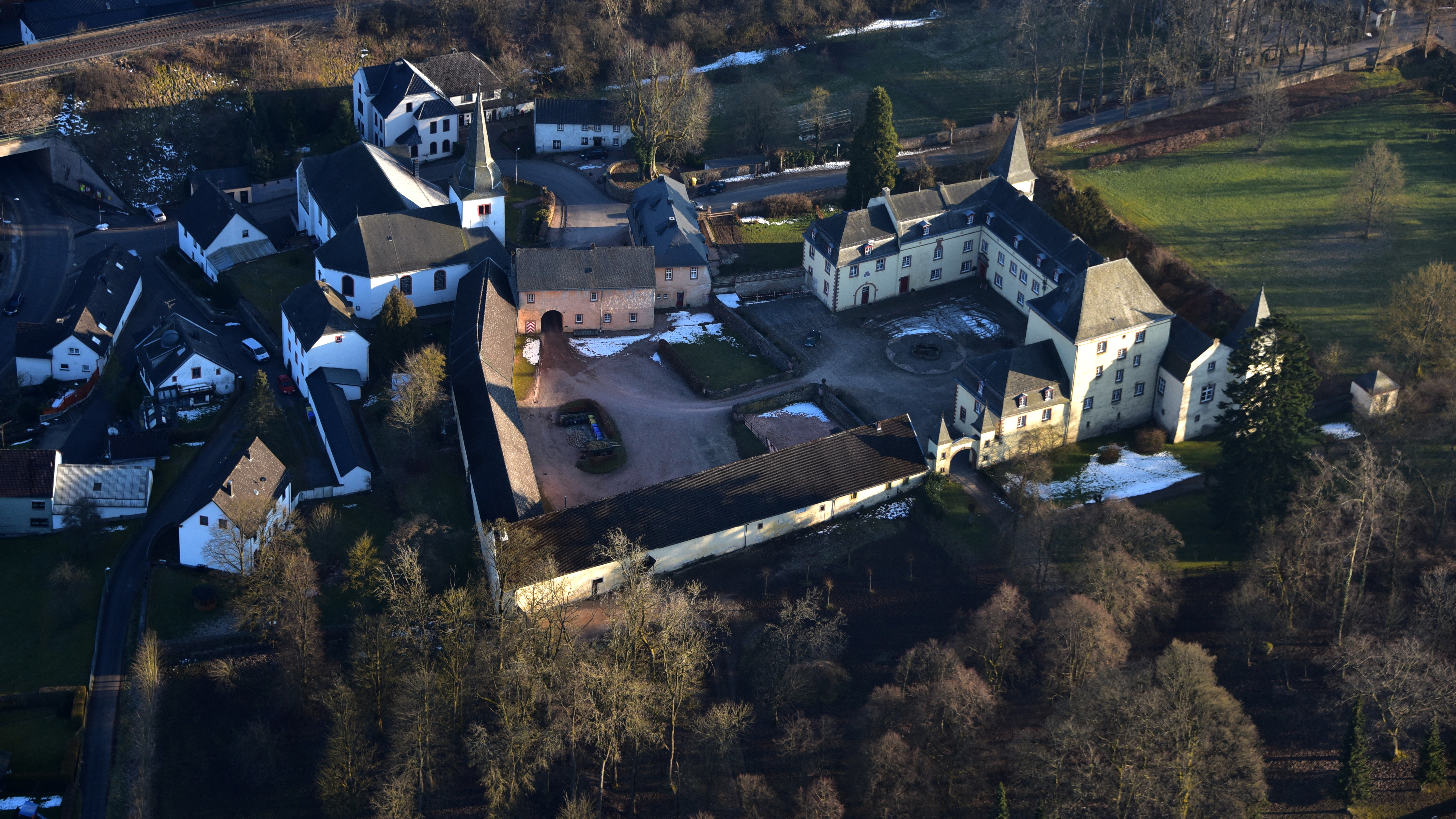
Schloss Schmidtheim
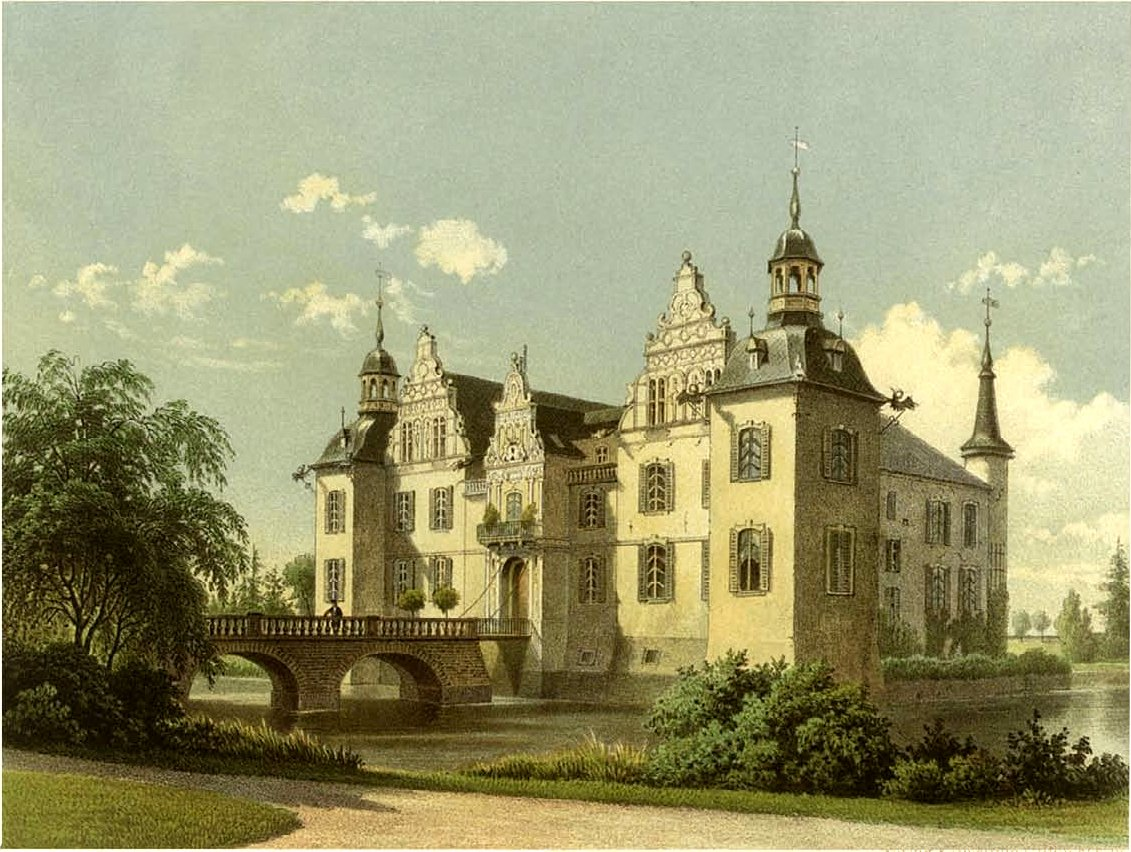
Schloss Frens
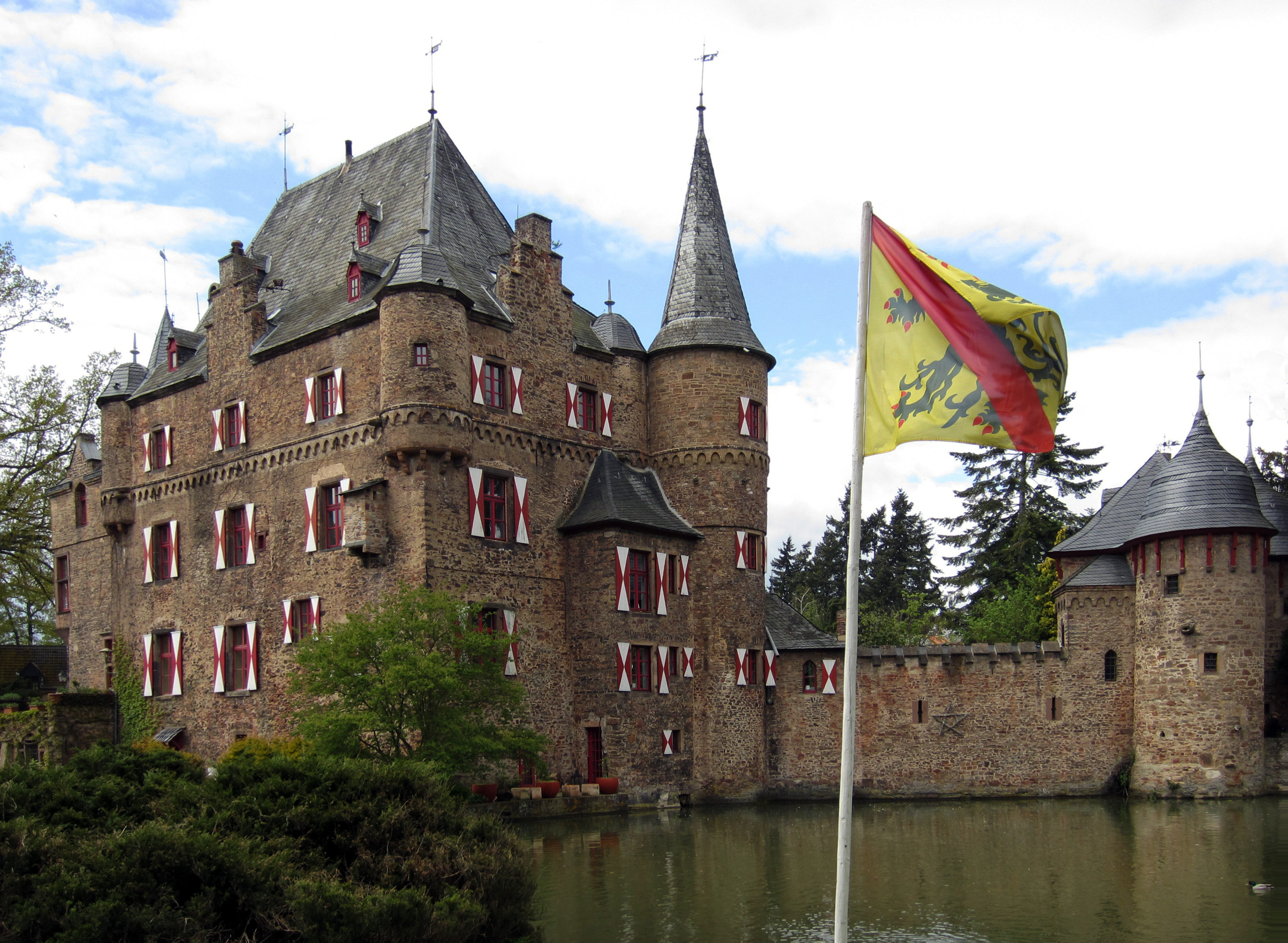
Burg Satzvey
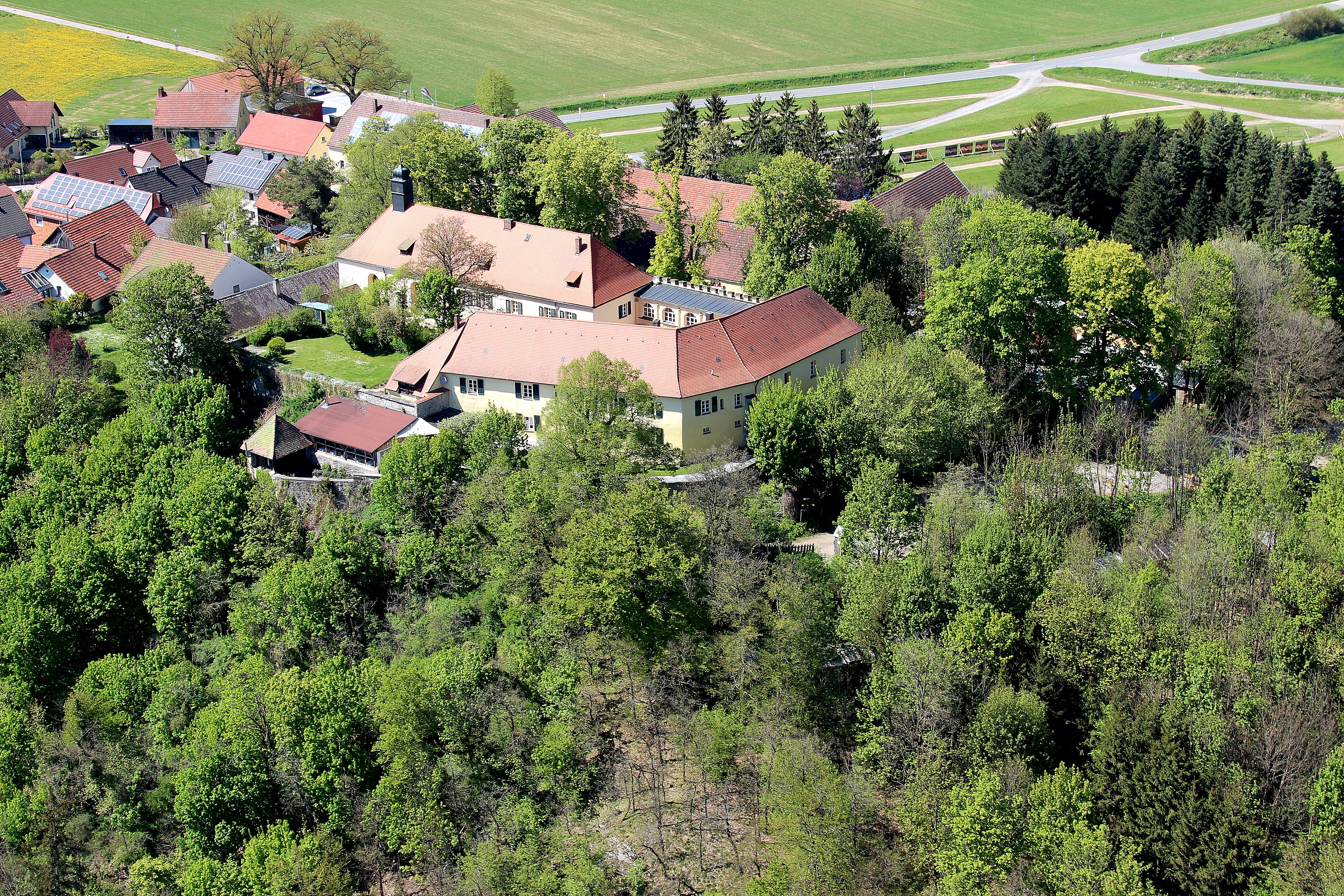
Schloss Guteneck, Oberpfalz

- Wasserburg Redinghoven, im Jahre 1466 von Johann Beissel von Gymnich gekauft, jedoch von demselben auch wieder verkauft.
- Schloss Schmidtheim bei Schmidtheim, kam 1511 durch Heirat von Damian Beissel von Gymnich mit der Erbin Eva von Schmidheim in den Besitz der Familie, war Stammsitz der Linie Beissel von Gymnich zu Schmidtheim und befindet sich noch im Besitz der Familie.
- Schloss Frens, kam 1722 durch Heirat von Georg Anton Dominicus Beissel von Gymnich mit der Erbin Anna Maria Franzisca von Frentz an die Familie, fiel Anfang des 20. Jahrhunderts an die Familie von Abercron
- Burg Blens, kam Mitte des 18. Jahrhunderts durch Heirat des Franz Hugo Freiherr Beissel von Gymnich mit der Erbin Maria Anna von Warsberg-Blens an die Familie und fiel mit Frens an die von Abercron
- Burg Boisdorf bei Boisdorf
- Burg Kendenich, ...
- Burg Kenten bei Kenten, 1770 gekauft von den Grafen von Plettenberg durch Freiherr Franz Hugo Edmund Beissel von Gymnich[4]
- Schloss Friesenrath bei Friesenrath, 1925/26 erbaut von Eugen Graf Beissel von Gymnich[37]
- Burg Satzvey, früher bereits einmal im Besitz der Älteren Linie, gelangte 1944 durch Heirat der Reichsgräfin Adeline Wolff Metternich zur Gracht mit Franz Josef Graf Beissel von Gymnich zu Frens zurück in den Besitz der Familie
- Schloss Guteneck bei Guteneck in der Oberpfalz, 1961 gekauft durch Albrecht Graf Beissel von Gymnich
- Herrschaft Bullay mit Burghaus am Moselufer (beachte das Wappen der Beissel von Gymnich im zweiten Feld des Ortswappen)
- diverse kleine Güter (Gut Schneppenheim bei Schneppenheim, Leuteratherhof bei Blankenheim, Güter in Neef und Bremm, Friesenrather Hof[37], …)
- diverse kleinere Herrschaften (Blees, Wald (bei Bad Münstereifel?), Quadrath, Ichendorf, …)

## Wappen

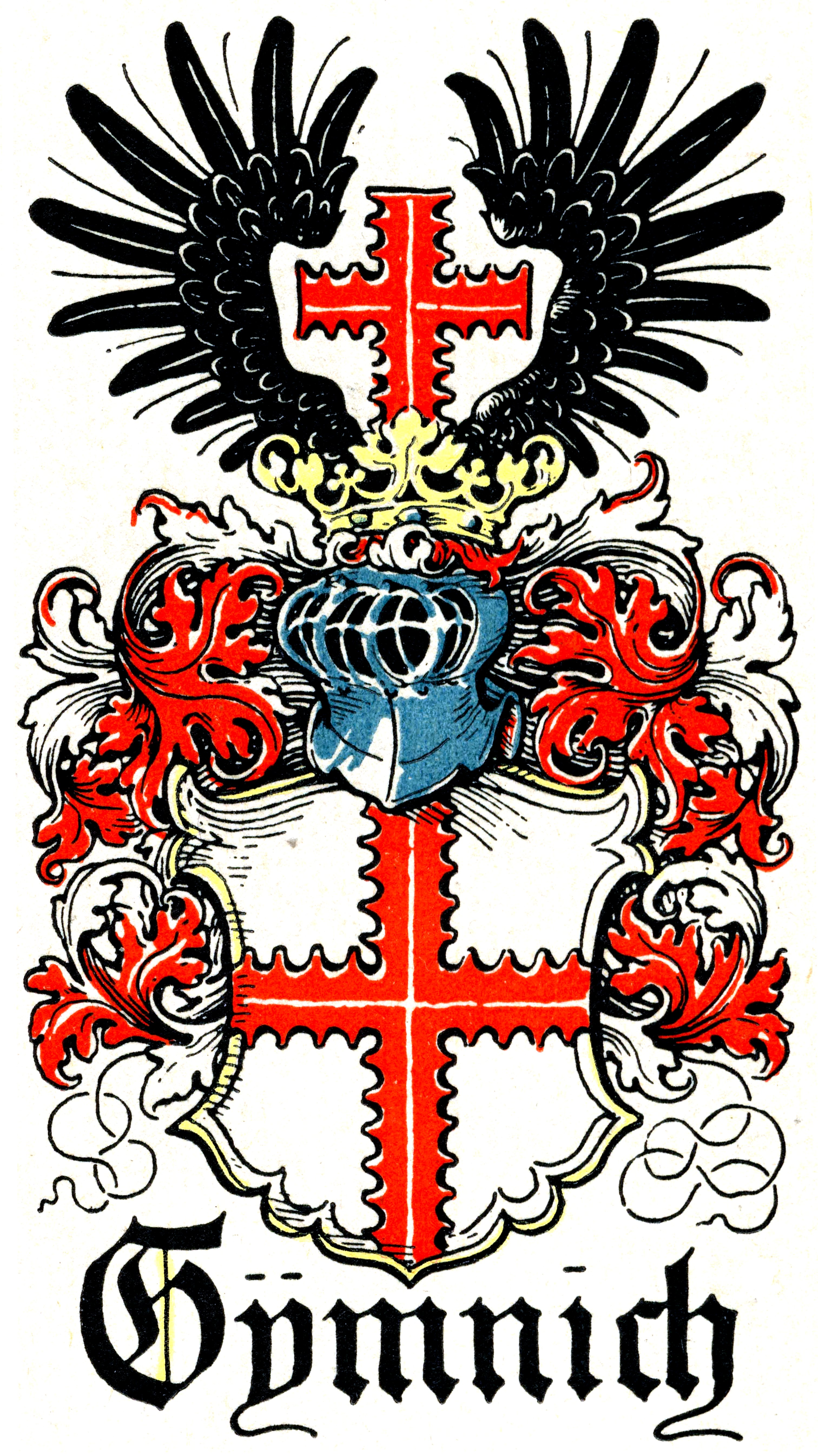
Stammwappen von Otto Hupp im Münchener Kalender von 1934

### Stammwappen der Gymnich
Das Stammwappen der Gymnich zeigt im silbernen Schild ein gedorntes/ausgebissenes rotes Kreuz, auch Kerbkreuz oder Spindelkreuz genannt. Dieses Kreuz war ein verbreitetes Wappenbild in der Region westlich und südlich von Aachen. Dass die Farbgebung vom Georgskreuz, dem Symbol der Kreuzfahrer, übernommen wurde, war wohl kein Zufall, denn die Ritter von Gymnich zählten zu den Kreuzrittern (siehe unten Abschnitt „Geschichte“). In früherer Zeit und in Nebenlinien wurden die Farben manchmal variiert: Statt rot/silber trat auch silber/rot, rot/gold, schwarz/silber, blau/silber und silber/blau auf. Allen Varianten gemein blieb aber das gedornte Kreuz.
Die Zier auf dem Helm mit rot-silbernen Helmdecken variiert in verschiedenen Abbildungen. Die ursprüngliche Helmzier war (auf einem roten Turnierhut mit silbernem Stulp) eine stehende natürliche (oder rotbewehrte silberne) Ente vor einem schwarzen Hahnenfederbusch (alternative Beschreibung: schwarze Schilfstaude). Johann Siebmacher zeigt eine natürliche Ente vor einem Schilfhalm. Auch wurde das Schildbild zwischen einem schwarzen offenen Flug oder ein natürliches Schilfhuhn im grünen Schilf dargestellt.

### Stammwappen der Beissel von Gymnich
Die jüngere Linie Beissel belegte im Stammwappen das Kreuz zur Unterscheidung von der älteren Linie zusätzlich mit einem schwarzen, dreilätzigen, in früherer Zeit auch fünflätzigen Turnierkragen im Schildhaupt. Auf dem Helm mit schwarz-rot-silbernen Helmdecken befindet sich ein goldbewehrtes natürliches Schilfhuhn im grünen Schilf.
Nach der Übernahme des Hauses von Schmidtheim im 16. Jahrhundert wurde das Wappen der Linie Beissel von Gymnich zu Schmidtheim geviert: Im ersten und vierten Feld das mit Kragen belegte Kreuz der Beissel von Gymnich, im zweiten und dritten die drei silbernen Schmidtheimer Hämmer.

Wappen der Stammlinie von und zu Gymnich (rot auf silber)
Wappenbild der Beissel von Gymnich im 2. Feld des Wappens von Bullay
Linie von Gymnich zu Dudelingen mit umgekehrten Farben
Linie von Gymnich zu Düdelingen mit umgekehrten Farben und fünflätzigem Turnierkragen
Linie von Gymnich zu Berburg (im 2. und 3. Feld des Kreuz der von Berburg)

## Namensträger
- Bertram Beissel von Gymnich, Domherr im Hochstift Paderborn (1613–1626)
- Clemens August Freiherr von Gymnich zu Gymnich (* 1739 † 1806), Gouverneur der Stadt und Festung Mainz. 1792 kurfürstlich Mainzischer Militärgouverneur und Festungskommandant, übergab die kaiserliche Festung Mainz an französische Revolutionstruppen.[47]
- Hugo Beissel von Gymnich (* 1798; † 1863), rheinischer Gutsbesitzer und Politiker
- Jeannette Gräfin Beissel von Gymnich (* 1953), US-amerikanische Autorin und Medienexpertin
- Johann III. von Gymnich, Hofmeister und Gläubiger des Erzbischofs Hermann von Hessen. Pfandherr und Amtmann zu Nürburg, Rheinberg und Lechenich, († 1506).[48]
- Johann Ignaz Freiherr von Gymnich (* 1687; † 1752), Ritter des Malteserordens, Prior von Dacien (Dänemark) Generalrezeptor, Komtur zu Mainz, Trier und Adenau.
- Karl Otto Ludwig Theodat von und zu Gymnich (* 1715; † 1785), Hofratspräsident und kurkölnischer Staatsminister
- Otto Graf Beissel von Gymnich (* 1851; † 1931), rheinisch-preußischer Adeliger, Politiker, Beamter und Unternehmer
- Richard Beissel von Gymnich (* 1802; † 1879), königlich preußischer Kammerherr und Landrat
- Sibylle von Gymnich (1921–2001), deutsche Schauspielerin
- Werner von Gymnich zu Gymnich († 1582), Haushofmeister und Hofmarschall des Herzogs Wilhelm IV. von Jülich-Kleve-Berg, Begleiter des Erbprinzen Karl Friedrich auf einer Romreise. Der Prinz starb in Rom an den Pocken und wurde in der Kirche Santa Maria dell’Anima beigesetzt. Eine Darstellung Werners von Gymnich mit Marschallstab befindet sich auf einem Alabasterrelief in dieser Kirche mit der Szene, in der Papst Gregor XIII. dem Jülicher Prinzen das geweihte Schwert überreicht.